# Осада Мстиславля (1658—1659)
Осада Мстиславля 1658—1659 годов — осада и второе взятие Мстиславля русским войском в ходе русско-польской войны 1654—1667 годов, после того как державшие его запорожские казаки перешли на сторону Речи Посполитой.

## Стратегическая обстановка
После измены гетмана Ивана Выговского, отразившейся в заключении им в сентябре 1658 года Гадячского договора с властями Речи Посполитой и переходе в подданство польского короля, ситуация в русско-польской войне кардинально изменилась. От Российского царства отпали не только земли Гетманщины (за исключением городов, удерживаемых русскими гарнизонами), но и те земли Великого княжества Литовского, которые контролировались казацкими полковниками, лояльными новому гетману.
Перед русским правительством встала задача минимизировать последствия измены гетмана до возобновления полномасштабных военных действий с польско-литовскими войсками. Прежде всего требовалось вернуть контроль над литовскими землями. Казацкие войска на территории Великого княжества Литовского возглавил полковник Иван Нечай, а центром сопротивления русской армии стала Старобыховская крепость, построенная по последнему слову европейской фортификации. Ряд городов Великого княжества Литовского, опираясь на казацкие отряды, отложился от царской власти.
Российская сторона поспешила сформировать в Смоленске войско для литовского похода. Его возглавил окольничий князь Иван Лобанов-Ростовский. Вторым воеводой стал стольник князь Григорий Козловский, третьим воеводой был назначен стольник Лука Ляпунов.

## Ход осады
Первым со своим полком в октябре выдвинулся Козловский и вскоре осадил Мстиславль, где засели казаки Ивана Нечая. В ноябре к Козловскому присоединились остальные войска под началом Лобанова-Ростовского. Возглавив объединённую армию, князь посылал двух других воевод «на воров и изменников» для очистки от мятежной шляхты и казаков дорог к Смоленску, Могилёву и иным городам, чтоб «дороги меж городов были чисты, и проезд безстрашен». Государевы конные отряды, включавшие иногда драгун и казаков, доходили до Лукомля, Кричева и Чаусов и сталкивались в схватках с отрядами отложившихся казаков и шляхты. На помощь последним власти Речи Посполитой послали отряды полковников Слонимского, Лукомского и Лисовского.
Осада Мстиславля затянулась до ранней весны. В феврале русское войско попыталось взять город штурмом, но было отбито. 11 марта под стенами города произошло решающее сражение между армией Лобанова-Ростовского и войском двоюродного брата гетмана Самуила Выговского, Нечая и польско-литовских полковников Оскерко и Кмитича, пришедших на помощь мстиславскому гарнизону. В ходе сражения гарнизон совершил вылазку, но был с уроном отброшен назад в крепость. После поражения прибывших деблокадных сил поредевший гарнизон, утративший надежду на помощь извне, капитулировал 3 апреля.

## Последствия
После взятия Мстиславля стратегическая инициатива перешла к русской стороне. Войско Лобанова-Ростовского направилось к Старому Быхову, который пал после продолжительной осады. Иван Нечай и Самуил Выговский были взяты в плен. Вместе с успешными действиями князя Ивана Хованского на западнобелорусских землях действия войска Лобанова-Ростовского позволили России на время вновь восстановить контроль над большей частью Великого княжества Литовского.